# Waulsort
Waulsort (Waals: Åssôrt) is een plaats en deelgemeente van de Belgische gemeente Hastière. Waulsort ligt in de provincie Namen en was tot 1 januari 1977 een zelfstandige gemeente.
Er bevindt zich de voormalige benedictijner abdij van Waulsort: deze werd gesticht in 944 door Ierse monniken en ze heeft bestaan tot het begin van de 19e eeuw.
In Waulsort kunnen voetgangers en fietsers de Maas oversteken over een kabelveer, het enige veerpont in Wallonië.

## Demografische ontwikkeling
- Bronnen:NIS, Opm:1831 tot en met 1970=volkstellingen, 1976= inwoneraantal op 31 december

Deelgemeenten: Agimont · Blaimont · Hastière-Lavaux · Hastière-par-delà · Heer · Hermeton-sur-Meuse · Waulsort

Overige kernen: Freÿr · Inzemont · Lenne · Maurenne · Moniat · Petit-Doische

Belgische gemeenten · arrondissement Dinant · provincie Namen · Wallonië